# Jan Donker
Jan Donker – wieś na Curaçao.